# Empire State Building
Das Empire State Building ist ein Wolkenkratzer im Stadtbezirk (Borough) Manhattan in New York City, USA. Mit einer strukturellen Höhe von 381 Metern – bis zur Antennenspitze rund 443 Meter – war das von 1930 bis 1931 in relativ kurzer Bauzeit errichtete Gebäude nicht nur das höchste Gebäude New Yorks, sondern bis 1972 auch höchstes Gebäude der Welt. Nach der Zerstörung des früheren World Trade Center bei den Anschlägen des 11. September 2001 war es bis zum Richtfest des One World Trade Center 2013 im neuen World Trade Center wieder das höchste Bauwerk der Stadt.
Das Empire State Building befindet sich in Midtown Manhattan an der Fifth Avenue zwischen der West 33rd und 34th Street auf der Insel Manhattan, die vom Hudson River und East River umgeben ist. Seine Adresse lautet 350 Fifth Avenue, New York, NY 10118.
Die Räume der 102 Stockwerke des Empire State Buildings werden überwiegend gewerblich genutzt. Auf der Freifläche in der 86. Etage sowie in der 102. Etage befinden sich öffentlich zugängliche Aussichtsplattformen, die zu den meistbesuchten Sehenswürdigkeiten der Stadt gehören. Der Name des Wolkenkratzers „Empire State Building“ (dt. Imperiums-Staat-Gebäude) ist von The Empire State abgeleitet, einem Spitznamen des US-Bundesstaates New York. Seit 1986 gehört das Empire State Building zu den Nationalen Denkmälern der Vereinigten Staaten. Das Empire State Building gilt als „Inbegriff des Wolkenkratzers“. Diese Geltung ist vor allem auf seine große Resonanz in den Medien, insbesondere auf seine vielfältige Darstellung in Filmen, zurückzuführen.

## Beschreibung

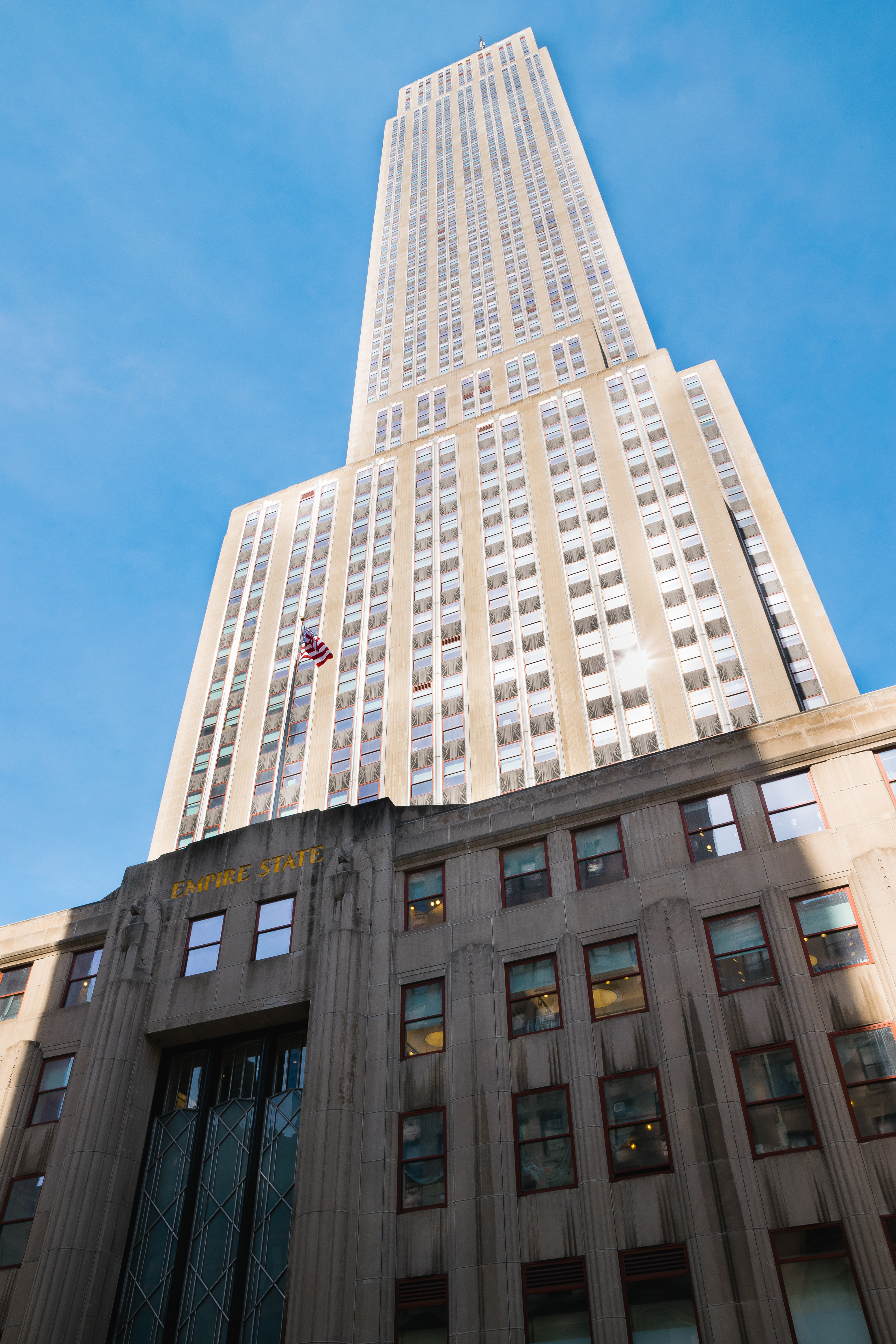
Das Empire State Building von der Fifth Avenue aus fotografiert

### Architektur und Bautechnik
Das Empire State Building ist ebenso wie das Chrysler Building dem Baustil des Art déco zuzuordnen. Seine Form wurde durch die aus dem Jahr 1916 stammende Bauordnung (Zoning Law) beeinflusst, die bei allen Hochhäusern in New York vorschrieb, dass sich der Grundriss eines Gebäudes verjüngen musste, je höher es war. Keine gerade Fassade durfte mehr als 37,5 Meter hoch sein. Dadurch sollte gewährleistet werden, dass jeder Hochhausbau keinen zu großen Schatten auf seine Nachbarn warf und somit diese Gebäude für potenzielle Mieter unattraktiv erscheinen ließ.
Bis zur 86. Etage besteht der Wolkenkratzer aus einem einheitlichen 320 Meter hohen Hauptblock, der sich vom Straßenniveau aus nach oben immer wieder durch leichte Rücksprünge verjüngt. Das gibt dem Gebäude auch seine charakteristische Form. Die Freifläche auf der 86. Etage bildet die erste Aussichtsplattform. Darüber folgt ein 16 Stockwerke umfassender, schlanker Turm, dessen Etagen vorwiegend dem Betrieb von Sendeanlagen dienen. Über dem 102. Stockwerk folgt schließlich das Dach des Empire State Buildings, das 381 Meter hoch liegt. Dort befindet sich die 62 Meter hohe Antenne des Gebäudes. Diese wurde 1950 montiert, war ursprünglich jedoch rund fünf Meter höher als die heutige – damals war das Gebäude einschließlich Antenne 448,7 Meter hoch. 1984 wurde die Antenne gegen die heutige ausgetauscht.
Die Konstruktion des Empire State Building besteht aus einem für seine Erbauungszeit typischen Stahlrahmen, der durch eine Nietkonstruktion zusammengehalten wird. Die Fassade wurde mit Kalkstein und Granit gestaltet und beim Bau in den Stahlrahmen eingesetzt. An der Fassade wurden die 6379 Fensterelemente einzeln montiert. Diese Stahlkonstruktion (nur die Geschossdecken bestehen aus Beton) mit einem Gewicht von rund 370.000 Tonnen ist im Verhältnis zu seiner Größe sehr schwer, wozu die Fassade aus Granit und Kalkstein beiträgt. Für den Bau des Gebäudes wurden rund 60.000 Tonnen Stahl verwendet.
Die Lobby des Gebäudes wurde aufwendig mit Marmor gestaltet. An den Wänden finden sich Einlegearbeiten, die das Empire State Building neben den sieben Weltwundern als achtes Weltwunder darstellen sollen. Im Hintergrund ist eine Landkarte des nordamerikanischen Kontinents sichtbar. Diese soll auf die geografische Lage des Gebäudes (New York) verweisen.

### Höhe

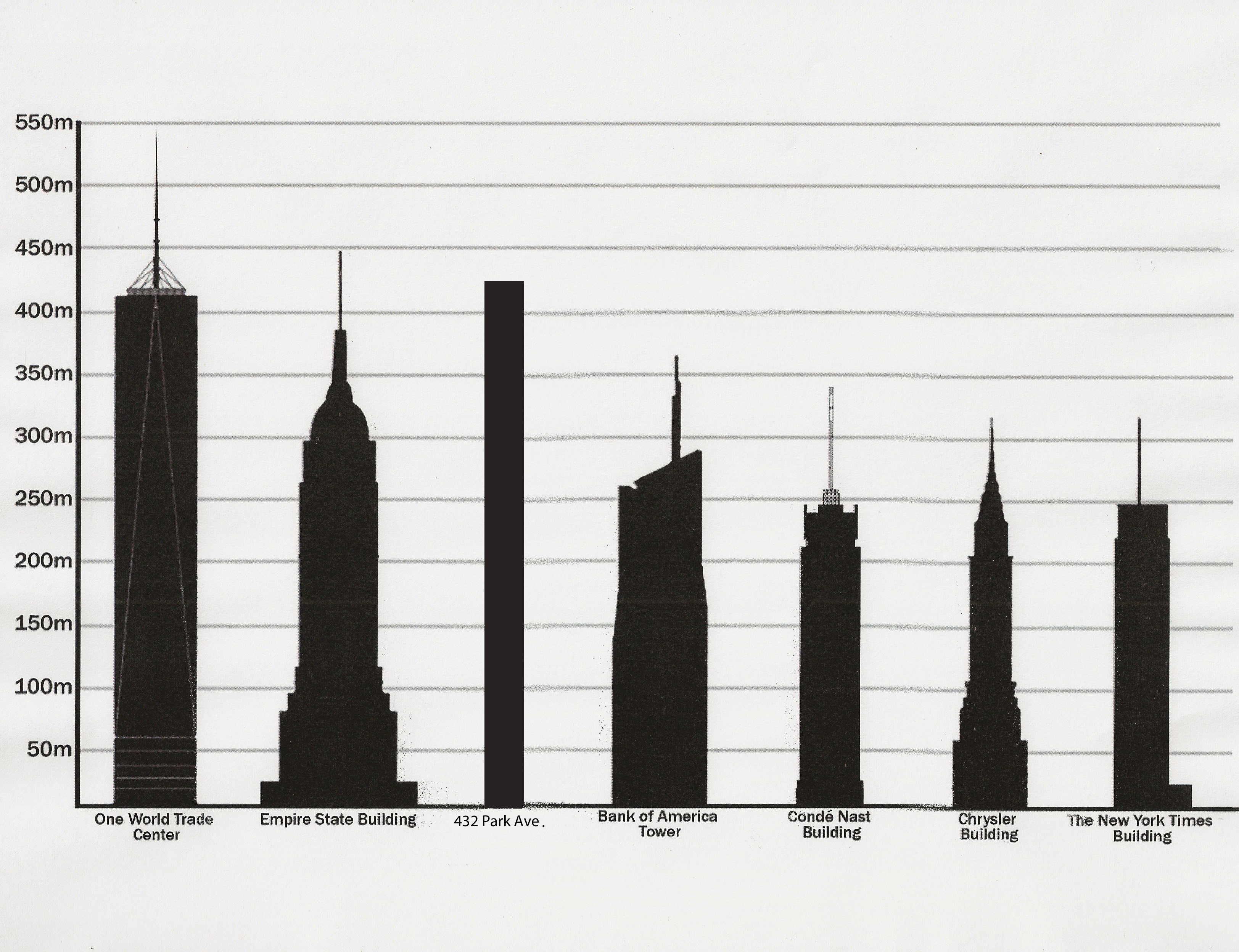
Grafischer Größenvergleich in New York nach absoluter Höhe von links nach rechts: Das One World Trade Center, Empire State Building, 432 Park Avenue, Bank of America Tower, Four Times Square, Chrysler Building und der New York Times Tower (Stand 2014)

Das Empire State Building war von seiner Fertigstellung 1931 bis 1972 das höchste Gebäude der Erde. Es hat eine strukturelle Höhe von 381 Metern (1250 Fuß) und mit Antenne eine Gesamthöhe von 443,2 Metern. Die etwa 62 Meter lange Antenne als Gebäudespitze wurde erst im Dezember 1950 nachträglich montiert. Es löste am 1. Mai 1931 das 318,8 Meter hohe Chrysler Building als höchstes Gebäude der Welt ab.
Bis 1954 war es auch das höchste Bauwerk der Erde, bis es von einem Sendemast überragt wurde. Bis 1967 der Moskauer Fernsehturm fertiggestellt wurde, war es noch das höchste nicht abgespannte Bauwerk der Erde. Erst 1972 wurde der Rang des höchsten Gebäudes vom Nordturm des World Trade Centers mit 417 Metern übernommen. Seit den Terroranschlägen am 11. September 2001, durch die das World Trade Center zerstört wurde, war das Empire State Building in New York City wieder das höchste Gebäude. Im Mai 2013 wurde es jedoch durch das One World Trade Center mit einer Höhe von 541,3 Metern übertroffen und war seitdem der zweithöchste Bau der Stadt. Im Oktober 2014 wurde es innerhalb New Yorks auch von 432 Park Avenue überholt. Es ist mit Stand 2023 das zehnthöchste Gebäude der Vereinigten Staaten nach dem One World Trade Center, dem Central Park Tower (472 m), dem 442 Meter hohen Willis Tower (Chicago), dem 111 West 57th Street (435 m), dem One Vanderbilt (427 m), dem 432 Park Avenue (426 Meter), den 270 Park Avenue in New York sowie Trump Tower in Chicago (beide 423 Meter) und dem 30 Hudson Yards (395 m).
Nach der Fertigstellung des Empire State Buildings wurden aus zwei Gründen für lange Zeit keine höheren Bauwerke gebaut (abgesehen von Sendemasten): Einerseits waren mit dem klassischen Stahlskelettbau die Möglichkeiten der Technik ausgeschöpft; hinzu kam, dass diese Art des Bauens ab einer gewissen Höhe zu teuer wurde, insbesondere was das einzelne Einsetzen der Fenster angeht. Andererseits war aufgrund der wirtschaftlichen Situation kaum Bedarf an weiteren Büroflächen vorhanden. Viele Büroflächen jener Wolkenkratzer, die in New York in den 1930er Jahren entstanden waren, wurden erst in den 1950er Jahren vollständig genutzt.

### Beleuchtung

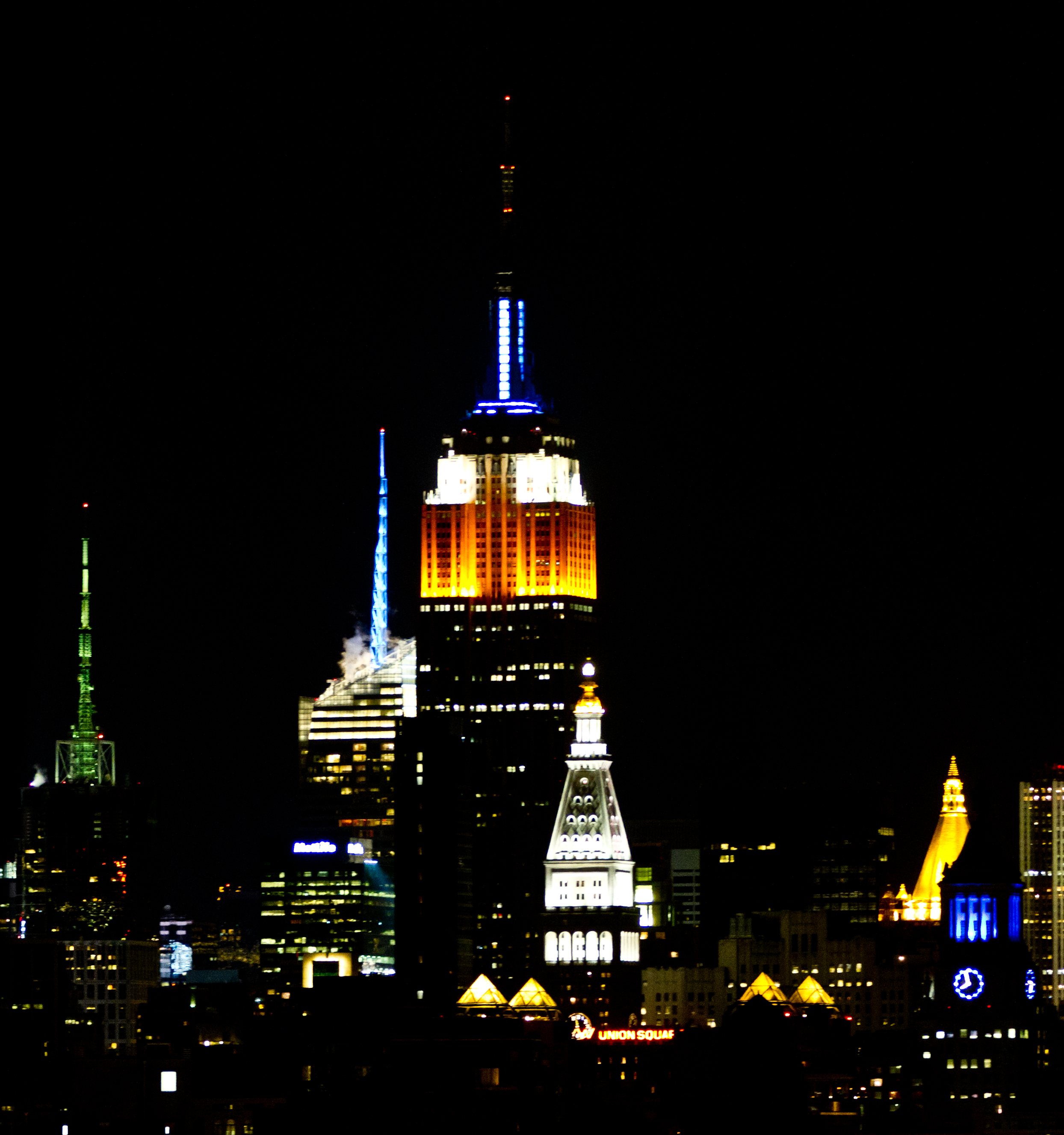
Das Empire State Building nachts in farbiges Licht getaucht, Blick von Süden

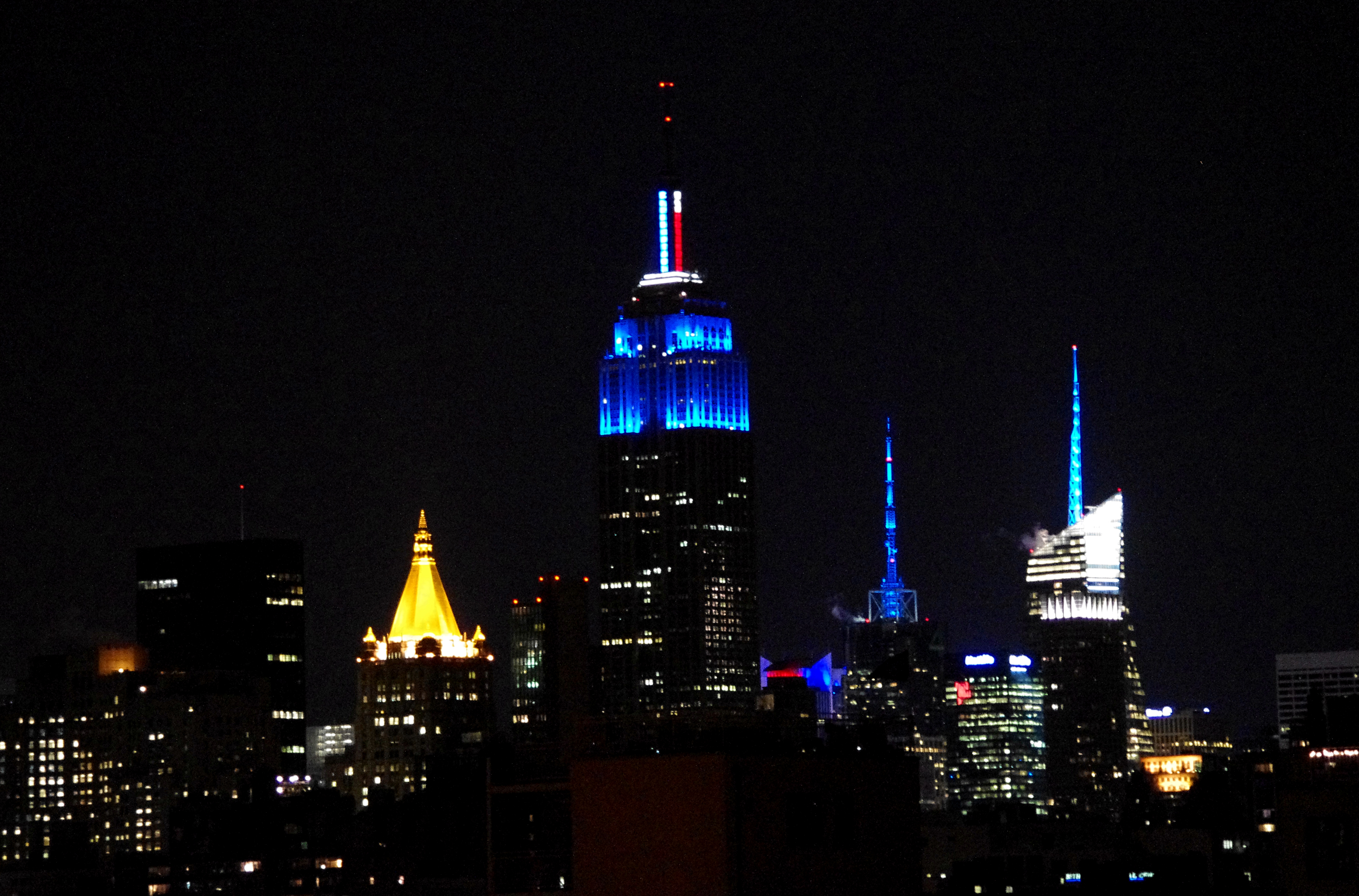
Das Empire State Building wird in der Wahlnacht am 6. November 2012 blau beleuchtet, nachdem sich der Sieg von Barack Obama abgezeichnet hat. Blick von Südost, rechts dahinter der Bank of America Tower.

Der Metallmast sowie die beiden höchsten, nach innen versetzten Gebäudeteile des Empire State Buildings werden seit 1964 bei Einbruch der Dunkelheit bis Mitternacht in verschiedenen Farben beleuchtet. Ohne einen speziellen Anlass wird das Bauwerk mit weißem Licht angestrahlt.
Bei sehr vielen Anlässen leuchtet die Spitze des Empire State Buildings in verschiedenen Farben, zum Beispiel rot-weiß-blau für die US-Feiertage, rot-grün in der Weihnachtszeit, orange an Halloween, rot am Valentinstag, grün am Saint Patrick’s Day und am Earth Day, blau-weiß für Yankees-Heimspiele in den World-Series-Endspielen und in den Farben des Regenbogens am Christopher Street Day. In den Farben der deutschen Nationalflagge ist die Spitze einmal jährlich am Tag der German-American Steuben Parade beleuchtet. Die offizielle Website des Empire State Buildings bietet eine Übersicht über den monatlichen Beleuchtungsplan.
Auch besondere aktuelle Ereignisse oder Würdigungen werden durch spezielle Beleuchtung zum Ausdruck gebracht. So wurde nach dem plötzlichen Tod von Frank Sinatra 1998 in Anlehnung an den Spitznamen „Ol’ Blue Eyes“ das Empire State Building in blaues Licht eingetaucht. Nach dem Tod der Darstellerin in King-Kong, Fay Wray 2004 blieb das Hochhaus für 15 Minuten komplett unbeleuchtet. Auch für kommerzielle Zwecke wurde das Licht verwendet, so 1995, als Microsoft bei Einführung des Betriebssystems Windows 95 das Hochhaus in den Farben des Windows-Logos Blau, Rot, Grün und Gelb erleuchten ließ.
Am Abend des 6. November 2012 wurde das Gebäude im Rahmen der US-Präsidentschaftswahl in den Nationalfarben beleuchtet. Als Amtsinhaber Barack Obama als Wahlsieger feststand, wurde das Gebäude vollständig in blaues Licht getaucht (die Farbe der Demokratischen Partei).
Nach dem unerwarteten 7:1-Sieg der deutschen Nationalmannschaft im Halbfinale der Fußball-Weltmeisterschaft 2014 gegen Brasilien erstrahlte das Gebäude in Schwarz-Rot-Gold. Diese Farbkombination wurde beim deutschen WM-Sieg kurz darauf wiederholt. Am Tag vor dem Finale wurden die Nationalfarben der beiden Endspielgegner Argentinien und Deutschland abwechselnd auf die Fassadenseiten projiziert. Am Tag nach dem Finale meldete mindestens ein Fernsehsender, dass einige New Yorker Einwohner besorgt beim Gebäudebetreiber anriefen weil sie die unbeleuchtete schwarze Spitze für einen Defekt hielten.
Die Lichteffekte begannen kurz nach der Eröffnung: Als am 8. November 1932 Roosevelt zum Präsidenten gewählt wurde, wurde an der Spitze ein Blinklicht angeschaltet. Dieses blieb, bis 1956 vier Freedom-Lights-Scheinwerfer installiert wurden. Diese sollten Menschen begrüßen, die per Flugzeug nach New York kamen, wie die Freiheitsstatue Ankömmlinge per Schiff. 1964 ging eine weitere Beleuchtungsgeneration in Betrieb. 1976 startete die farbliche Bezugnahme auf aktuelle Ereignisse, 2005 nach dem Tod von Papst Johannes Paul II. blieb das Gebäude eine Zeitlang dunkel. 2012 wurde ein LED-Lichtsystem installiert, das mit raschem Farbwechsel leuchten kann. Bewegte Lichtstreifen und Ornamente sind möglich, da ein Raster von LEDs von der Fassade strahlt.

## Geschichte

### Planung
An der geplanten Baustelle des Empire State Buildings befand sich das 1897 errichtete Waldorf Astoria, das im Oktober 1929 abgerissen wurde. Der Name „Empire State Building“ wurde von Empire State (zu deutsch etwa „Imperiums-Staat“), dem Spitznamen des Bundesstaates New York, abgeleitet.
Am 29. August 1929 verkündeten John Jakob Raskob, Investor von General Motors, und Al Smith, vormals Gouverneur des Bundesstaates New York und danach Präsident des Projekts, die Pläne für einen neuen Wolkenkratzer, welcher der höchste der Welt werden sollte. Sie präsentierten dabei einen Entwurf mit einer Höhe von etwa 305 Metern. Dadurch wurde der Wettlauf um das höchste Gebäude der Erde in New York City erneut zugespitzt. Zu dieser Zeit konkurrierten bereits der Turm der Bank of Manhattan 40 Wall Street und das Chrysler Building um den Titel für das höchste Gebäude der Welt. Dadurch entbrannte auch ein Konkurrenzkampf zwischen beiden Geschäftszentren New Yorks: die Wall Street in Lower Manhattan gegen Midtown. Smith und Raskob entschieden sich für einen Bauplatz an der Fifth Avenue zwischen 33. und 34. Straße, deutlich südlich des Zentrums von Midtown, in der Hoffnung, die bloße Präsenz des gigantischen Gebäudes würde das Gebiet um die 34. Straße in ein neues Geschäftszentrum verwandeln.
Als Architekten wurde das New Yorker Büro Shreve, Lamb and Harmon ausgewählt. Da es bisher keine Pläne für ein Hochhaus dieser Größe gab, hatte keiner der drei Architekten zuvor ein ähnliches Projekt dieser Größenordnung realisiert. Für das Datum der Eröffnung wurde der 1. Mai 1931 festgelegt, wodurch eine Bauzeit von 20 Monaten blieb. Der Auftrag für die Errichtung des Gebäudes wurde an die Firma Starrett Brothers and Eken vergeben. Im Sommer 1929 wurde eine Höhe von 320 Metern bei 85 Stockwerken bekanntgegeben.
Als im November 1929 auf dem Chrysler Building überraschend ein Turmhelm errichtet wurde, sodass dieses 318,8 Meter erreichte, hatte dies bereits erste Auswirkungen auf die Pläne für das Empire State Building, denn das Chrysler Building hatte nun den Rekord für den weltweit höchsten Wolkenkratzer errungen und den Turm der Bank of Manhattan deutlich überragt (283 Meter). Am 11. Dezember 1929 verkündete Al Smith, dass das Empire State Building nach den endgültigen Plänen eine Höhe von 381 Metern erreichen würde. Die neue Rekordhöhe resultierte aus einem weiteren speziell konzipierten 61 Meter hohen Turm, der auf dem 320 Meter hohen Hauptblock aufsitzen sollte. Bei dieser neuen Höhe hatten die Erbauer des Chrysler Buildings keine Chance mehr, ihren Wolkenkratzer so zu konzipieren, dass er das Empire State Building noch übertreffen konnte.
Der 61 Meter hohe Turm sollte laut Originalplanungen als Anlegemast für Luftschiffe aus Europa dienen, sodass Passagiere der Transatlantikroute das Luftschiff über Laufplanken verlassen könnten und nach einer Fahrstuhlfahrt unmittelbar im Herzen der Stadt auf der Fifth Avenue ankommen würden. Kritiker des Vorhabens taten den Plan sofort als nicht realisierbar ab und verwiesen dabei auf die starken Aufwinde in großer Höhe, die ein sicheres Andocken und dauerhaftes Verweilen am Ankermast unmöglich machen würden. Diese Bedenken stellten sich als begründet heraus, nachdem während eines Tests mit einem kleinen Luftschiff der Andockvorgang nur ein einziges Mal und nur für wenige Minuten gelang, ohne dass Passagiere ausstiegen.

### Bau

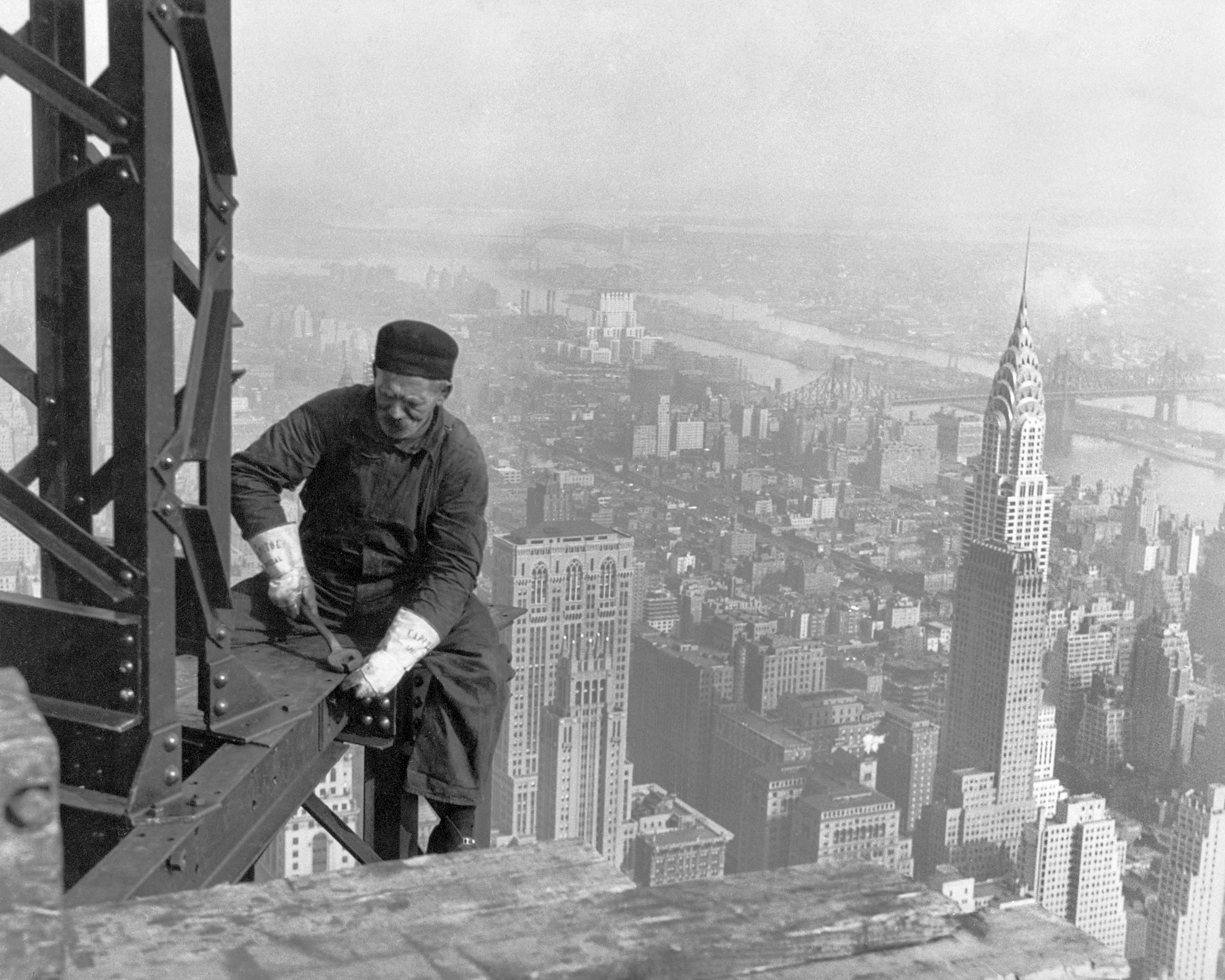
Ein Bauarbeiter während des Gebäudebaus (1930), im Hintergrund das Chrysler Building

Im Januar 1930 begannen die Arbeiten am Fundament des Gebäudes, die bereits im März abgeschlossen wurden. So konnte am 17. März 1930 mit dem Bau des Gebäudes begonnen werden. In die Konstruktion des Empire State Buildings flossen rund 50 Jahre Erfahrung im Hochhausbau ein. Bereits Ende des 19. Jahrhunderts wurde in New York begonnen, Hochhäuser zu bauen. Seit 1908 konnte die Stadt das höchste Gebäude der Erde vorweisen. Auf der Baustelle waren über 3400 Bauarbeiter tätig. Die Arbeiter sorgten dank der guten Baulogistik für ein hohes Bautempo; so wurden jeden Morgen auf der Baustelle detaillierte Pläne ausgehängt, die den Bauablauf des jeweiligen Tages genau koordinierten. Der Stundenlohn lag bei 1,92 US-Dollar (nach heutiger Kaufkraft 36 Dollar). Im Durchschnitt konnten etwa 4,5 Stockwerke pro Woche errichtet werden. Im September 1930 wurden einmal binnen zehn Tagen 14 neue Stockwerke fertig. Allein in der kurzen Zeit von März bis September 1930 konnten im Rohbau 60 Etagen errichtet werden. Der Stahl, der für den Bau gebraucht wurde, kam aus Pennsylvania und war bereits nach acht Stunden auf der Baustelle, wo er von acht Kränen nach oben gehoben wurde. Die Kräne mussten nach einigen Etagen immer wieder von neuem zerlegt und in den Geschossen weiter oben erneut zusammenmontiert werden. Nachdem der Stahl von den Kränen nach oben gehievt wurde, montierten ihn die Arbeiter und vernieteten ihn anschließend, mit einer Toleranz von weniger als drei Millimetern. Das hohe Bautempo ist einer bemerkenswerten Logistik und Bauplanung zu verdanken. Für die Versorgung der Arbeiter auf der Baustelle wurden in einigen Etagen mobile Kantinen eingerichtet, die mit der steigenden Höhe nach oben wanderten. Dort konnten die Arbeiter sich für 50 Cent eine komplette Tagesverpflegung kaufen.
Im November 1930 konnte der Stahlrahmen für den Hauptblock, der bis dorthin 85 Stockwerke umfasste, fertiggestellt werden. Die Arbeiten an der Inneneinrichtung und der Fassade waren jedoch noch in den Stockwerken weiter unten im Gange. Ab November 1930 begannen die Arbeiten an dem 16-stöckigen Turm, der auf dem Hauptblock aufsitzt. Wegen des schmalen Grundrisses des Gebäudes in dieser großen Höhe wurde der Bau nur noch mit zwei Kränen fortgeführt. Am 17. März 1931 wurde der letzte Träger am Gebäude montiert, womit die äußeren Bauarbeiten abgeschlossen waren und der Wolkenkratzer seine Endhöhe von 381 Metern erreicht hatte. Auf dem Dach wurde beim Richtfest für einige Zeit eine große Flagge der USA aufgehängt. Die Innenarbeiten dauerten noch etwa weitere sechs Wochen an. Die Bauzeit betrug 18 Monate und gilt als eine der bedeutendsten Logistik- und Bauingenieursleistungen.
Für den Innenausbau wurde unter anderem der als besonders fest und wasserabweisend geltende Lahnmarmor aus den Steinbrüchen um Villmar, Schupbach und Gaudernbach in Hessen verwendet. Diese devonischen Riffkalke sind besonders farbenprächtig und können fossilreiche Dekors aufweisen. Das New Yorker Architektenbüro Shreve, Lamb and Harmon hatte zeitweise einen Abgesandten in Europa beschäftigt, dessen Aufgabe darin bestand, den ordnungsgemäßen Transport und die sachgerechten Lieferungen zu kontrollieren. Nach modernen Erkenntnissen sind sieben Sorten von Lahnmarmoren im Innenbereich des Gebäudes verbaut worden. Daneben wurden zur Innendekoration weitere Natursteinsorten aus Belgien, Frankreich, Italien und den Vereinigten Staaten verwendet. Als Importeur der benötigten Gesteine trat die Tompkins-Kiel Marble Company auf. Den Einbau der aufwendigen Gestaltung übernahmen zwei amerikanische Firmen, William Bradley & Sons und die Traitel Marble Company. Zum damaligen Zeitpunkt beliefen sich die Kosten der „Marmor“-Ausstattung auf 982.000 US-Dollar.
Der Arbeitstag begann um 3:30 Uhr und endete um 16:30 Uhr. 60.000 Tonnen Stahl und 10 Millionen Ziegelsteine wurden verarbeitet. Besonderes Aufsehen erregten die schwindelfreien Mohawk-Indianer, die als Nieter eingesetzt wurden. Pro Tag schlugen sie in Vierergruppen synchronisiert bis zu 800 Nieten in das Stahlgerüst und warfen sich in über 300 Metern Höhe über 40 Meter hinweg glühendes Baumaterial und Werkzeuge zu. Der vom Bauherrn John J. Raskob beauftragte Fotograf Lewis Hine fotografierte die Arbeiter dabei. Diese Bilder wurden so populär, dass sie in Film und Werbung weiterverwendet wurden und populäres Allgemeingut blieben.
14 Menschen starben während des Baus. Die lokale Presse verfolgte das Bauvorhaben und berichtete regelmäßig darüber:

„Alles gleicht einer Jagd gen Himmel; die Stahlarbeiter vorneweg, und all die anderen folgen ihnen wie die Verrückten.“

### Eröffnung

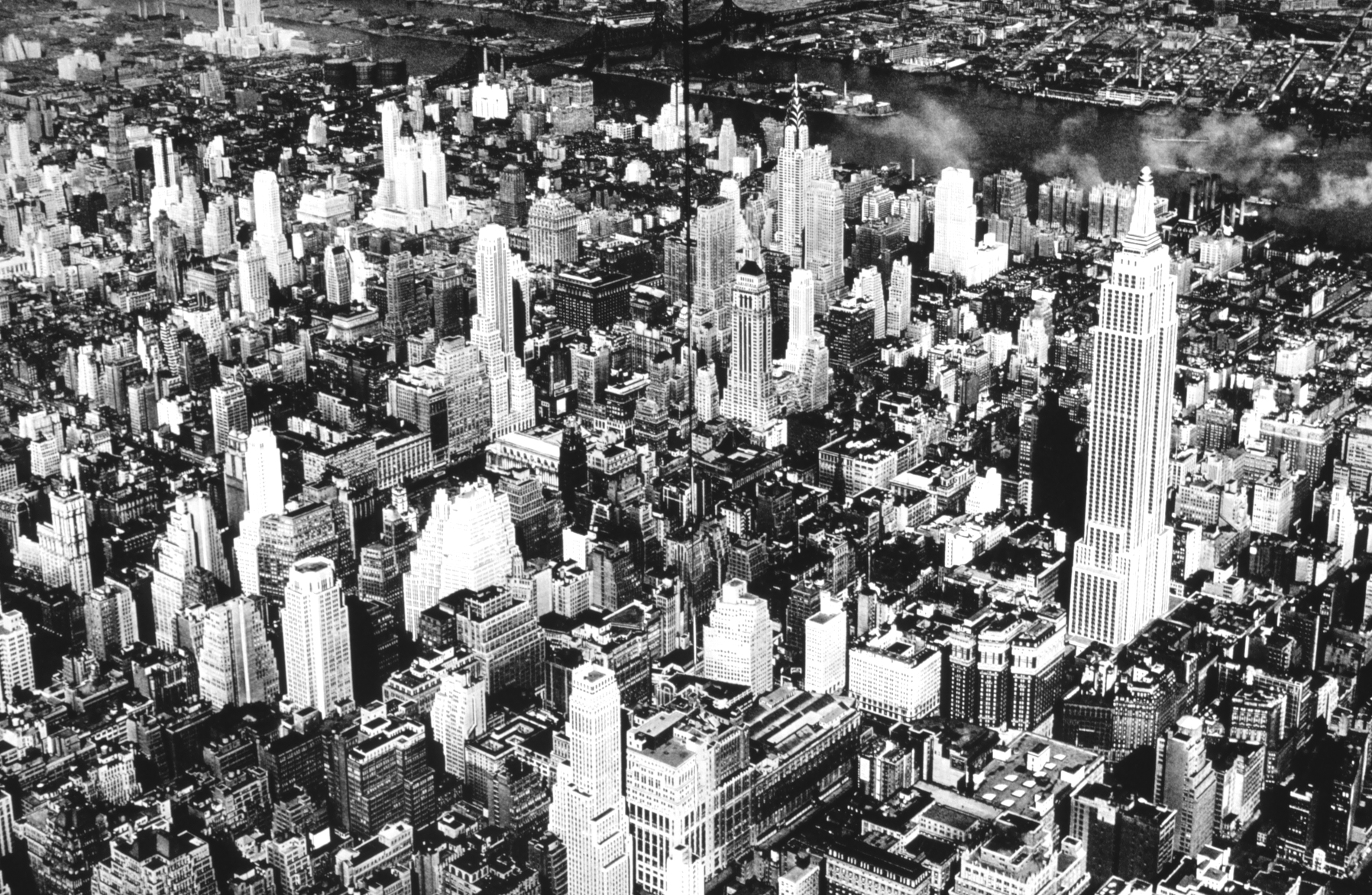
Midtown Manhattan mit Empire State Building (1932)

Die feierliche Eröffnung fand am 1. Mai 1931 durch US-Präsident Herbert Hoover und den vormaligen Gouverneur Al Smith statt. Das Ereignis wurde landesweit über das Radio übertragen. Smith ließ bei der Einweihung des Bauwerks das Band am Eingang von seinen Enkelkindern durchschneiden. Am Abend des Eröffnungstages wurde das Gebäude zum ersten Mal hell erleuchtet, auch in jenen Bereichen, in denen das Gebäude überhaupt nicht vermietet war.

### Seit der Eröffnung
Nach der Eröffnung standen viele Büros bis in die 1950er Jahre leer. Lediglich die unteren Stockwerke wurden bereits bezogen. Obwohl die oberen Etagen fast vollständig leerstanden, wurde meist die Beleuchtung eingeschaltet. Die Aussichtsplattform mit jährlich einer Million Besuchern erwirtschaftete lange Zeit mehr, als die gesamten Mieteinnahmen betrugen. Die New Yorker sprachen vom Empty State Building (empty = leer). Auch wenn es dem Empire State Building nicht gelang, ein neues Zentrum zwischen Midtown Manhattan und Wall Street zu etablieren – es ist ein einsamer Solitär geblieben, nicht unbedingt ein Nachteil für seine weitreichende Wirkung –, kann von einem Misserfolg keine Rede sein. Die New Yorker verliebten sich auf Anhieb in ihr neues Wahrzeichen als einen großartigen Schlusspunkt der geschäftigen, überreizten 1920er Jahre und das tapfere Zeichen des Muts und der Unbeugsamkeit in Zeiten der Depression.
Das Empire State Building wurde im November 1982 ins National Register of Historic Places aufgenommen. Im Juni 1986 folgte die Anerkennung als ein National Historic Landmark.
2008 wurden am Gebäude einige technische Aufrüstungen vorgenommen, unter anderem wurde das Heizsystem erneuert. Dadurch soll das Empire State Building eine bessere Energiebilanz haben und umweltfreundlicher sein. Mit dem Austausch der 6254 Fenster soll eine Energieeinsparung von 38 % erreicht worden sein, was einer Einsparung von vier Millionen US-Dollar im Jahr entspräche.
Die bisherige Außenbeleuchtung mit bunten Metalldampflampen wurde 2012 auf farbige LEDs umgestellt, wodurch deutlich kleinteiligere und abwechslungsreichere Farbeffekte möglich sind. Von der neuen Möglichkeit beweglicher Farbeffekte wird allerdings eher selten Gebrauch gemacht, beispielsweise am Saint Patrick’s Day und am Valentinstag.
2016 erwarb der Staatsfonds des Emirates Katar Anteile von 9,9 Prozent am Gebäude.

### Flugzeugkollision 1945
Am 28. Juli 1945 gab es die Flugzeugkollision mit dem Empire State Building; ein B-25-Bomber flog bei Nebel in die 78. Etage. 14 Menschen starben hierbei. Das Empire State Building hielt dem Einschlag stand und wurde am nächsten Tag wieder geöffnet. Die Schäden am Gebäude wurden innerhalb weniger Monate behoben.
Betty Lou Oliver, die bei der Kollision Verbrennungen erlitt, wollte mit einem Lift in die Lobby fahren, doch die Tragseile des Aufzuges waren durch die Kollision beschädigt worden und so fiel sie 75 Stockwerke (mehr als 300 Meter) in die Tiefe. Sie überlebte den Absturz und erhielt einen Eintrag im Guinness-Buch der Rekorde für den höchsten überlebten Fall mit einem Aufzug. Durch Teile des beschädigten Aufzugs und die sich im engen Fahrstuhlschacht stark komprimierende Luft wurde der Sturz ausreichend gebremst.

### Börsengang 2013
Das Empire State Building war im Laufe der Geschichte im Besitz verschiedener Eigentümer. Die letzten privaten Eigentümer, die Erben der Immobilienunternehmer Lawrence Wien und Leona Helmsley, brachten das Empire State Building im Jahr 2013 gemeinsam mit 29 weiteren Immobilien in Manhattan in der Rechtsform des REIT an die Börse. Die Qatar Investment Authority, ein Staatsfonds des reichen Öl-Landes Katar, ist mit einem Besitzanteil von knapp 16 % einer der größten Aktionäre.

## Nutzung

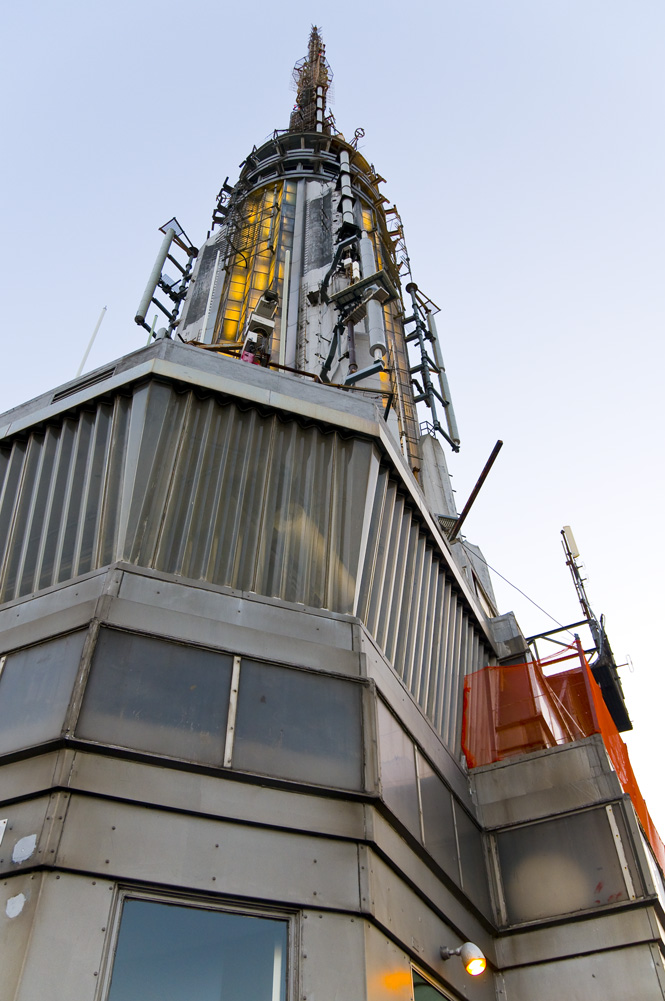
Ankermast und Antennenspitze mit Sendeeinrichtungen

Im Allgemeinen wird das Empire State Building als Bürogebäude genutzt. Fast alle Etagen bis zum 86. Stock sind mit Büros belegt, von Versicherungen, Leasingagenturen, Werbeagenturen, Kanzleien und Geldinstituten genutzt. Im Gebäude sind 73 Aufzüge von Otis installiert, die in Schächten mit einer Gesamtlänge von 11 Kilometern verkehren.

### Sender
Das Gebäude wurde mit einem Ankermast für Luftschiffe ausgestattet, der jedoch außer einem einmalig mit einem kleinen Luftschifftyp durchgeführten Versuch nie als solcher verwendet wurde, obwohl ihn eins der Wandbilder der Weltwunder im Vestibül in Funktion zeigt.
Seit dem 22. Dezember 1931 dient die Spitze des Empire State Buildings als Sendemast. Die Gesellschaft Radio Corporation of America (RCA) begann testweise die Ausstrahlung eines Fernsehprogramms. Dafür richtete sie im Mai 1934 im 85. Stockwerk Betriebsräume und einen kleinen Antennensender ein, der zusammen mit dem Elektroingenieur und Erfinder Edwin Howard Armstrong getestet wurde. Nach der Testphase zog im Oktober 1935 die RCA in die Räume und betrieb von dort, zunächst testweise und vom 1. Juli 1941 kommerziell, ihre Dienste des Senders WNBT.
Die ersten Radiosignale wurden vom NBC-Programm WEAF-FM (mittlerweile: WQHT) 1940 gesendet. Bis 1950 hatte die NBC exklusives Nutzungsrecht für die Installationen als Sendeanlage. Die Federal Communications Commission brach dieses Monopol auf, da in den 1940er Jahren weitere Fernsehsender in New York aufkamen. Im Dezember 1950 wurde eine 68 Meter hohe Sendeantenne auf die Spitze des Empire State Buildings angebracht, um dem gestiegenen Bedürfnis gerecht zu werden. Gleichzeitig zogen weitere Fernsehsender in die Stockwerke 81 bis 83 ein. Eine kombinierte Ausstrahlung von Fernseh- und Radioprogrammen von der neuen Antenne begann 1951. 1965 wurden weitere Antennen auf der Aussichtsplattform des 102. Stockes installiert.
Mit dem Bau des über 400 Meter hohen World Trade Centers verschlechterte sich die Empfangsqualität der Radio- und Fernsehprogramme. Viele Gesellschaften zogen daraufhin noch vor Fertigstellung ins World Trade Center. Daraufhin wurde die Sendeanlage grundlegend erneuert, so dass sich neue Radio- und Fernsehsender aus dem New Yorker Umland wieder in das Empire State Building ansiedelten.
Mit Stand 2015 werden folgende Fernseh- und Radioprogramme vom Empire State Building abgestrahlt. In Klammern ist der Empfangsbereich eingegrenzt.
| Name    | Frequenz (MHz)  |  | Name    | Frequenz (MHz)       |
| ------- | --------------- |  | ------- | -------------------- |
| WXRK    | 92,3            |  | WCBS-FM | 101,1                |
| WPAT-FM | 93,1 (Paterson) |  | WRXP    | 101,9                |
| WNYC-FM | 93,9            |  | WWFS    | 102.7                |
| WPLJ    | 95,5            |  | WKTU    | 103,5 (Lake Success) |
| WXNY    | 96,3            |  | WAXQ    | 104,3                |
| WQHT-FM | 97,1            |  | WWPR-FM | 105,1                |
| WSKQ-FM | 97,9            |  | WQXR-FM | 105,9 (Newark)       |
| WRKS-FM | 98,7            |  | WLTW    | 106,7                |
| WBAI    | 99,5            |  | WBLS    | 107,5                |
| WHTZ    | 100,3 (Newark)  |  |         |                      |

| Name    | Kanal        |  | Name    | Kanal         |
| ------- | ------------ |  | ------- | ------------- |
| WCBS-TV | 2            |  | WNBC-TV | 4             |
| WNYW    | 5            |  | WABC-TV | 7             |
| WWOR-TV | 9 (Secaucus) |  | WPIX-TV | 11            |
| WNET    | 13 (Linden)  |  | WNYE-TV | 25            |
| WPXN-TV | 31           |  | WXTV    | 41 (Paterson) |
| WNJU    | 47 (Linden)  |  | WFUT-TV | 68 (Newark)   |

### Touristisch

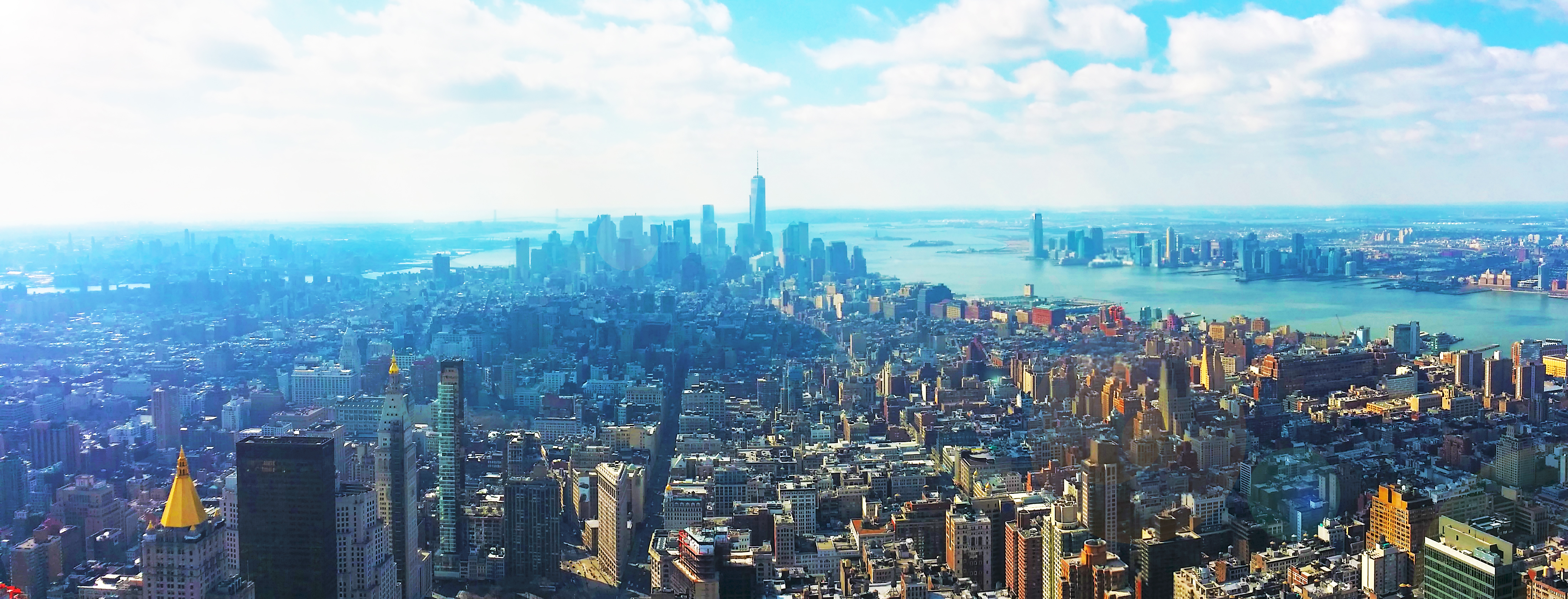
Blick vom Empire State Building auf Downtown Manhattan

Die Eingangshalle im Art déco-Stil

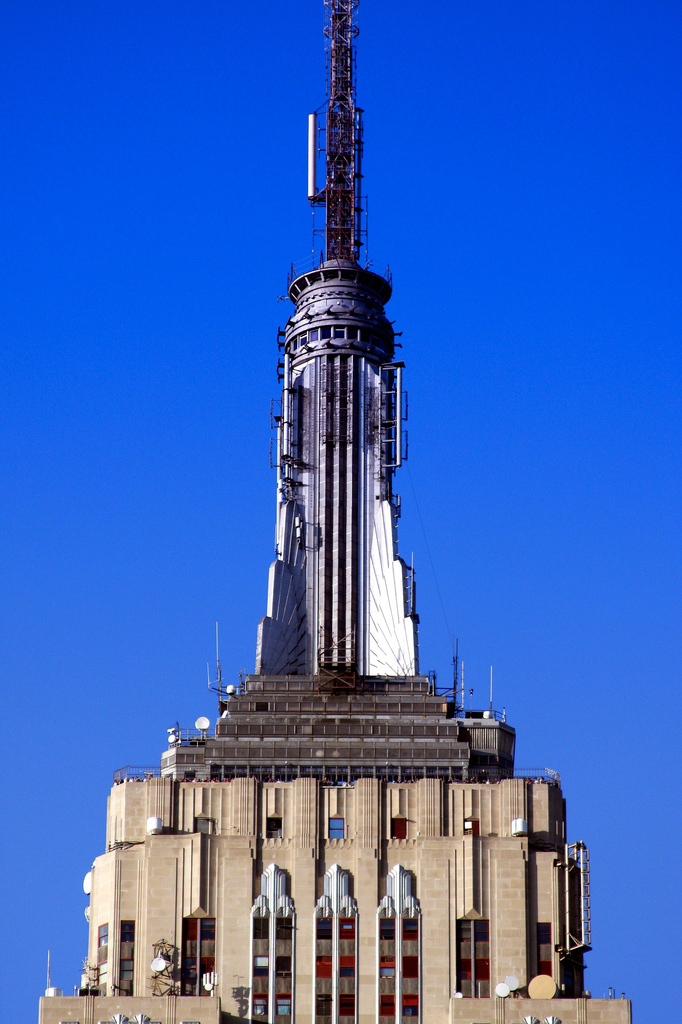
Detail der obersten Etagen

Das Empire State Building beherbergt zwei Aussichtsplattformen. Die erste von ihnen liegt in der großen Freifläche in der 86. Etage in 320 Metern Höhe. Von dort aus hat man eine gute Sicht über ganz New York City und die Metropolregion New York. An klaren Tagen ist eine Fernsicht von über 80 km möglich. Hinauf wird mit Hochgeschwindigkeitsaufzügen gefahren. Diese Aussichtsplattform gilt als eine der am häufigsten besuchten Sehenswürdigkeiten der Welt. Seit das Gebäude 1931 eröffnet wurde, besuchten über 120 Millionen Menschen diese Aussichtsterrasse. Das Beobachtungsdeck war ursprünglich zur Abfertigung von Luftschiffreisenden vorgesehen, denn die Spitze des Turms sollte zum Verankern von Luftschiffen dienen. Tatsächlich versuchte ein Luftschiff, einen Stapel Zeitungen an einem Seil hängend auf das Gebäude zu bringen. Das Unterfangen gelang letztendlich, jedoch mit so vielen Schwierigkeiten, dass an ein Andocken nicht mehr zu denken war. Die Aufwinde waren in dieser Höhe viel zu stark. Vermutlich waren die Pläne für einen Luftschiff-Hafen von Anfang an eher eine Art Public-Relation-Gag, der jedoch die Absicht zeigt, an das Unglaubliche zu denken sowie das Unmögliche für möglich zu halten. Das Andocken eines Luftschiffs wurde 2003 effektvoll in der Anfangssequenz des Films Sky Captain and the World of Tomorrow in Szene gesetzt. Eine weitere Aussichtsmöglichkeit bietet das Empire State Building im 102. Stockwerk, der obersten Etage des Gebäudes. Sie liegt 373 Meter hoch, ist allerdings im Inneren des Gebäudes gelegen und bietet weniger Platz, was damit zusammenhängt, dass der Gebäudegrundriss an der Spitze nur noch sehr schmal ist. Diese zweite Aussichtsplattform war von 1999 bis 2005 geschlossen und wurde 2019 umfassend renoviert. Für den Besuch der beiden Aussichtsplattformen gelten mittlerweile sehr hohe Sicherheitsvorkehrungen; so ist die Mitnahme von Glas untersagt. Besucher müssen sich aufgrund der Sicherheitsüberprüfungen auf Wartezeiten von über einer halben Stunde einstellen.
Im zweiten Stockwerk des Empire State Buildings gibt es ein Skyride Kino. Dieses ermöglicht Besuchern einen virtuellen 3-D-Flug über New York City.
In unmittelbarer Nähe des Gebäudes befinden sich weitere Sehenswürdigkeiten, wie der Times Square in nördlicher Richtung.

### Empire State Building Run-Up
Das Empire State Building Run-Up ist ein Treppenstufen-Wettrennen von der Eingangshalle zum 86. Stockwerk auf der Aussichtsplattform, das seit 1978 jährlich stattfindet. Die Teilnehmer sind Läufer und Kletterer. Das Treppenstufenrennen überwindet eine vertikale Distanz von 320 Metern und umfasst 1576 Treppenstufen.
Die Rekordzeit wurde 2003 von dem australischen Profiradrennfahrer Paul Crake mit 9 Minuten und 33 Sekunden aufgestellt, der bisher erfolgreichste Teilnehmer des Laufes ist der Stuttgarter Treppenläufer Thomas Dold mit einem zweiten Platz und sieben Siegen in Folge. Beim letzten Lauf 2019 gewannen Piotr Łobodziński mit einer Zeit von 10 Minuten und 5 Sekunden sowie Suzy Walsham mit 12 Minuten und 18 Sekunden.

## Bedeutung

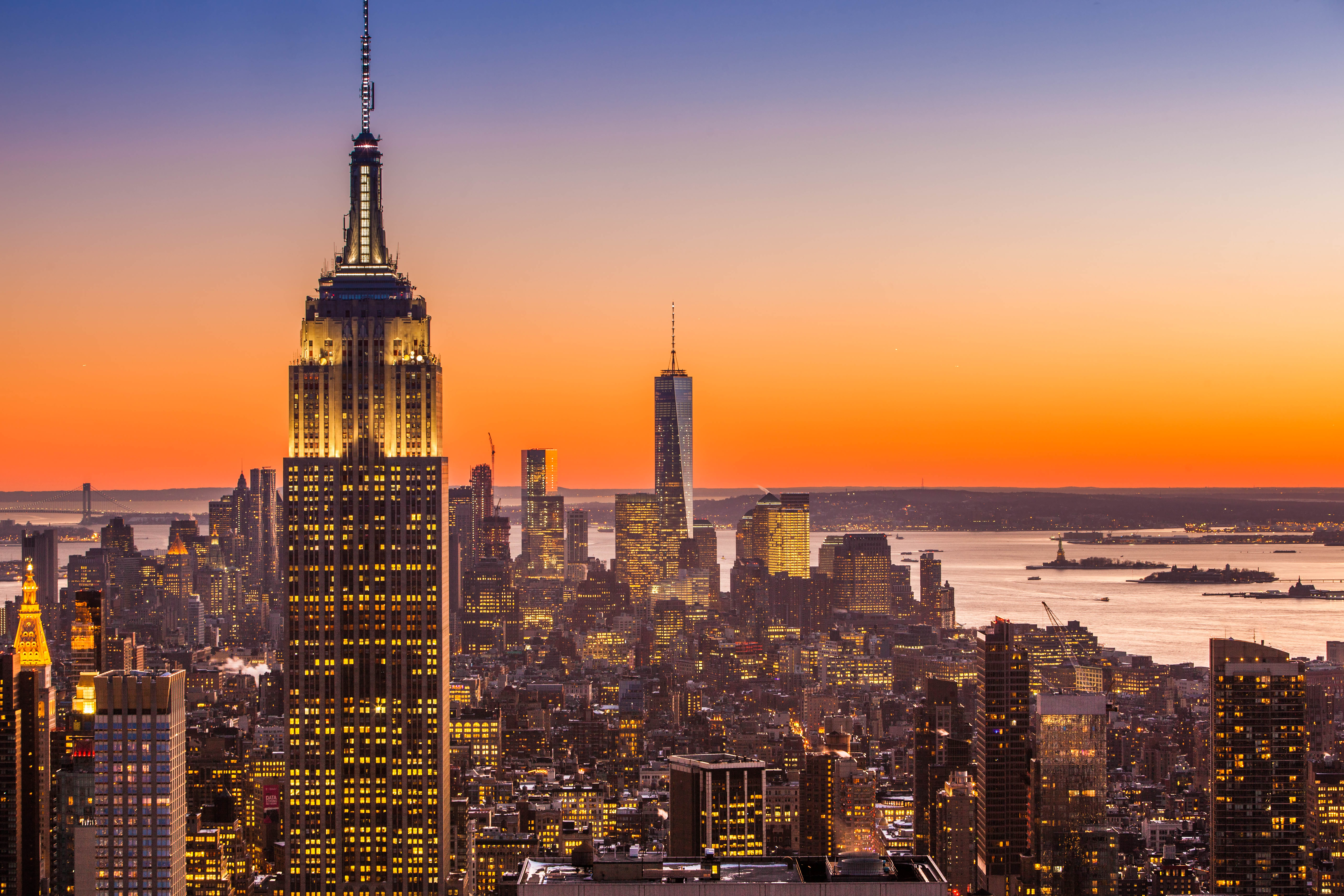
Blick vom Rockefeller Center zum Empire State Building und dem One World Trade Center im Hintergrund

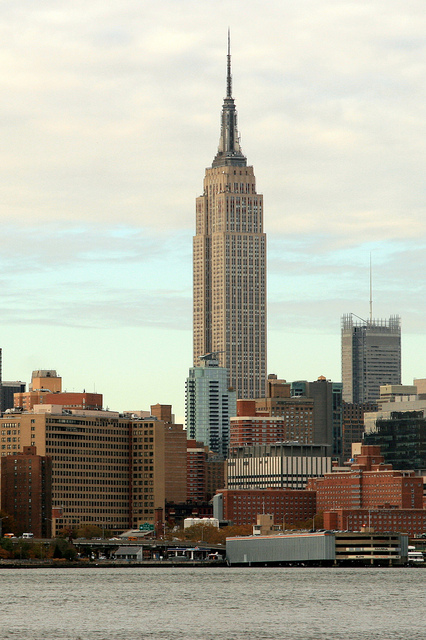
Das Empire State Building von Brooklyn, davor der East River

Sowohl historisch als auch aktuell genießt das Empire State Building in Kultur und Architektur gleichermaßen eine fast legendäre Bedeutung. Obwohl es seit 1972 nicht mehr das höchste Gebäude der Welt ist, hat dies weder seiner Bekanntheit noch seiner Beliebtheit Abbruch getan. Vor allem aufgrund seiner Gestaltung, die als ästhetisch besonders gelungen gilt, und seines Baus, der als herausragende technische Leistung anerkannt ist, vermag es – stärker noch als das Chrysler Building und andere Gebäude des Art déco – beim Betrachter positive Gefühle auszulösen.
Die Fotos von Arbeitern auf dem Stahlgerüst während der Bauphase gingen um die ganze Welt und sind noch so populär, dass sie auf zahlreichen Postern gezeigt werden. Der bedeutende Fotograf Lewis Hine wurde damals eigens zu diesem Zweck von den Bauherren verpflichtet und sein Buch über die Konstruktion des Empire State Buildings gehört zur Geschichte der Fotografie. Zudem wurde das Gebäude, zumindest von den Bauherren, als achtes Weltwunder gefeiert: das Empire State Building wurde in einer Reihe mit den klassischen Weltwundern als Fenstermosaik in der Lobby dargestellt. Tatsächlich nahm die American Society of Civil Engineers das Bauwerk 1994 in die Liste der architektonischen Weltwunder der Moderne auf.
Im Gegensatz dazu waren Wolkenkratzer der 1960er und 1970er Jahre, zum Beispiel das World Trade Center, eher unbeliebt, was vor allem auf die kantige Gestaltung zurückzuführen war, womit sich viele Menschen nicht identifizieren konnten.
Das Empire State Building konnte aus zwei weiteren Gründen zu einer Art „Mythos“ werden. Einerseits durch seine enorme Präsenz – so prägt das Gebäude die Skyline von Midtown Manhattan entscheidend. Es ist nach wie vor das höchste Gebäude in diesem Viertel (und das dritthöchste in New York) und sticht besonders aus der vieltürmigen Silhouette der Stadt hervor. Zum anderen durch die Verbreitung in zahlreichen bekannten Filmen wie King Kong und die weiße Frau, erstmals 1933 produziert, in dem der Affe King Kong auf das Dach des Hochhauses klettert. Besonders diesem Film ist die starke Popularität des Gebäudes zu verdanken. 1976 folgte eine weitere Verfilmung, in der King Kong jedoch auf das World Trade Center klettert. Bei der Verfilmung aus dem Jahr 2005 spielt die Schlussszene des Films wieder auf dem Empire State Building. Auch in weiteren Filmen wie Empire, Percy Jackson – Diebe im Olymp, James Bond, Independence Day, Schlaflos in Seattle, Die große Liebe meines Lebens und The Day After Tomorrow spielt das Empire State Building eine besondere Rolle, indem es mit der Skyline abgebildet wird oder in direkter Verbindung mit der Handlung oder den Darstellern steht. Ein weiterer bekannter Film mit dem Gebäude ist Empire von Andy Warhol. Darüber hinaus befassen sich einige literarische Werke mit dem Gebäude. Auch wird der Bau des Hochhauses in diversen Werken über die Stadtgeschichte New Yorks beschrieben, wie in Ric Burns New York von 1609 bis heute. Nach wie vor gilt das Empire State Building als Wahrzeichen New Yorks und als „Inbegriff des Wolkenkratzers“. Seit 1986 gehört es zu den nationalen Denkmälern der Vereinigten Staaten.
Nach der Fertigstellung des Empire State Buildings wurden einige weitere Hochhäuser errichtet, die gewisse Ähnlichkeiten mit dem als elegant und schön wahrgenommenen New Yorker Vorbild aufweisen. Der 1946 errichtete Torre Latinoamericana in Mexiko-Stadt beispielsweise ist dem Empire State Building stark nachempfunden.